# Плямиста котяча акула
Плямиста котяча акула (Schroederichthys) — рід котячих акул ряду Кархариноподібні. Має 5 видів.

## Опис
Загальна довжина представників цього роду коливається від 33 до 70 см. Голова широка. Морда широкого округлена. Очі овальні (іноді мигдалеподібні), горизонтальної форми, з мигальною перетинкою. За очима розташовані невеличкі бризкальця. Ніздрі з носовими клапанами. Рот у частини видів помірно широкий або вузький. Зуби дрібні, з багатьма верхівками. У них 5 пар коротких зябрових щілин. Тулуб стрункий, витягнутий. Грудні плавці широкі. Мають 2 спинних плавцях однакового розміру. Вони розташовані у хвостовій частині. Черевні плавці низькі та широкі. Хвостовий плавець довгий, гетероцеркальний.
Забарвлення строкате, коричневих або сірих тонів з численними цяточками або плямами білого чи темного кольорів сідлоподібної форми (кількістю 6-9 плям).

## Спосіб життя
Доволі мляві і повільні акули. Полюють біля дна, є бентофагами. Живляться дрібними ракоподібними і головоногими молюсками, а також невеличкою костистою рибою.
Це яйцекладні акули.

## Розповсюдження
Мешкають біля Південної Америки — в Тихому і Атлантичному океанах, а також в атлантичній частині Центральної Америки.

## Види
- Schroederichthys bivius  (Müller & Henle, 1838)
- Schroederichthys chilensis  (Guichenot, 1848)
- Schroederichthys maculatus  Springer, 1966
- Schroederichthys saurisqualus  Soto, 2001
- Schroederichthys tenuis  Springer, 1966